# Vi äro musikanter
Vi äro musikanter är en sång som ofta används vid dans kring julgran och midsommarstång. En tidig uppteckning av sången finns i Folklekar från Västergötland (1908–1934), utgiven av Sven Lampa. Det är en så kallad härmningssång, där man kan utföra rörelser till, i detta fall genom att ställa sig i den position som används då de i texten omnämnda musikinstrumenten nämns.

## Text
- Wikisource har originalverk som rör Vi äro musikanter.

## Publikation
- Julens önskesångbok, 1997, under rubriken "Tjugondag Knut dansar julen ut", angiven som "Folklek"
- Barnens svenska sångbok, 1999, under rubriken "Sång med lek och dans".

## Inspelningar
En tidig inspelning gjordes med Gösta Jonsson, Britt Berg och Robert Brian Aldéns gammelfarfar Evert Brian Aldén då den ingick i ett julpotpurri som spelades in i Berlin i september 1933, och gavs ut på skiva senare samma år.